# پلوویگ
پلوویگ (به آلمانی: Pluwig) یک شهر در آلمان است که در تریر-زاربورگ واقع شده‌است. پلوویگ ۱٬۲۹۷ نفر جمعیت دارد.